# 大岡道信
大岡 道信（おおおか みちのぶ、生没年不詳）とは、江戸時代の大坂の浮世絵師。

## 来歴
師系不明。俗称は伝内、夏月と号す。大坂の人でざこばに住んでいた。作画期は享保から元文の頃にかけてで、版本の挿絵や肉筆画を描く。なお『今西コレクション名品展Ⅰ』では、この大岡道信を羽川藤永と同一人としている。

## 作品
- 『万歳武勇絵鑑』（ばんぜいぶゆうえかがみ）三巻　※享保6年（1702年）刊行
- 『押絵手鑑』三巻　※元文元年（1736年）刊行
- 「蚊帳脇喫煙美人図」　絹本着色　熊本県立美術館所蔵　※「道信筆」の落款と「道信」の朱文鼎印、画賛あり